# السودة (المحويت)
السوده هي إحدى مديريات  الجمهورية اليمنية. وهي تتبع محافظة عمران يبلغ تعداد سكانها 1589 نسمة حسب الإحصاء الذي جرى عام 2004.